# 1. Amateurliga Württemberg 1953/54
Die 1. Amateurliga Württemberg 1953/54 war die vierte Saison der 1. Amateurliga. Der VfB Friedrichshafen gewann die württembergische Fußballmeisterschaft mit einem Punkt Vorsprung vor den punktgleichen Mannschaften des VfR Schwenningen und des 1. FC Eislingen. Da Friedrichshafen auf den Aufstieg in die II. Division verzichtete, kam es zwischen Schwenningen und Eislingen zu einem Entscheidungsspiel um Platz 2 und dem damit verbundenen Recht zur Teilnahme an der Aufstiegsrunde zur II. Division. Der 1. FC Eislingen gewann das Entscheidungsspiel mit 5:1, belegte in der Aufstiegsrunde jedoch den letzten Platz. Der VfB Friedrichshafen nahm als württembergischer Vertreter an der deutschen Amateurmeisterschaft 1954 teil und kam bis ins Halbfinale.
Die Sportfreunde Stuttgart und der SC Schwenningen stiegen in die 2. Amateurliga ab.

## Abschlusstabelle
| Pl. | Verein                 | Sp. | Tore  | Punkte |
| --- | ---------------------- | --- | ----- | ------ |
| 01. | VfB Friedrichshafen    | 30  | 68:51 | 43:17  |
| 02. | VfR Schwenningen       | 30  | 65:23 | 42:18  |
|     | 1. FC Eislingen        | 30  | 61:39 | 42:18  |
| 04. | VfL Sindelfingen (M)   | 30  | 87:45 | 39:21  |
| 05. | VfR Aalen              | 30  | 58:45 | 34:26  |
| 06. | FC 08 Tuttlingen (N)   | 30  | 37:32 | 34:26  |
| 07. | VfR Heilbronn          | 30  | 64:54 | 29:31  |
| 08. | FV Nürtingen (N)       | 30  | 52:55 | 29:31  |
| 09. | FV Kornwestheim        | 30  | 59:66 | 29:31  |
| 10. | SG Untertürkheim       | 30  | 49:57 | 26:34  |
| 11. | SC Stuttgart           | 30  | 37:58 | 25:35  |
| 12. | SC Geislingen          | 30  | 37:61 | 25:35  |
| 13. | SpVgg Feuerbach        | 30  | 47:67 | 23:37  |
| 14. | Normannia Gmünd        | 30  | 49:81 | 22:38  |
| 15. | SC Schwenningen        | 30  | 31:53 | 21:39  |
| 16. | Sportfreunde Stuttgart | 30  | 35:69 | 17:43  |

| (M) | 1. Amateurligameister Württemberg 1952/53  |
| (N) | Aufsteiger aus den 2. Amateurligen 1952/53 |

### Entscheidungsspiel
|                 | Ergebnis |                  |
| --------------- | -------- | ---------------- |
| 1. FC Eislingen | 5:1      | VfR Schwenningen |

## Aufstiegsrunde zur 2. Oberliga Süd
| Pl. | Verein              | Sp. | Tore  | Punkte |
| --- | ------------------- | --- | ----- | ------ |
| 1.  | VfL Neustadt/Coburg | 10  | 30:18 | 15:05  |
| 2.  | SpVgg Weiden        | 10  | 27:18 | 12:08  |
| 3.  | Borussia Fulda      | 10  | 26:19 | 12:08  |
| 4.  | Offenburger FV      | 10  | 23:27 | 09:11  |
| 5.  | Amicitia Viernheim  | 10  | 20:22 | 07:13  |
| 6.  | 1. FC Eislingen     | 10  | 11:33 | 05:15  |